# 仙台シティエフエム
株式会社仙台シティエフエム（せんだいシティエフエム）は、宮城県仙台市青葉区の一部地域を放送区域として超短波放送（FM放送）をする特定地上基幹放送事業者である。
RADIO3（ラジオスリー）の愛称でコミュニティ放送をしている。

## 概要
愛称は「宮城県第3の民放ラジオ局かつ、第3のFM局」を意味する。
親会社がタウン情報誌などを発行する地元出版社の「プレスアート」であり、プレスアートが出版する数々の雑誌とのメディアミックスが特徴的。
また、仙台市都心部に立地し、仙台都市圏主要部の人口約140万人をカバーしているため、県域放送のFM放送局とほぼ同じような内容の放送を行っている。
自社制作番組以外は、他のコミュニティ放送局とのネット放送や外国語放送も行っている。
サイマルラジオにも加盟し、2025年3月までは、J-WAVEのサイマル放送をしていた。

## 沿革
- 1995年（平成7年）12月4日　仙台あおばコミュニティ放送株式会社設立[3]。
- 1996年（平成8年）
  - 2月14日　放送局（現・特定地上基幹放送局）の免許取得。出力は10W。
  - 2月21日　開局[2]。
    - 演奏所は青葉区北目町（北緯38度15分18.7秒 東経140度52分35.1秒 / 北緯38.255194度 東経140.876417度）にあった[2]。後に南東に870mほど離れた若林区土樋のプレスアートと同じビル内に移転[4][2]。
    - 送信所は青葉区一番町[5]。
- 1998年（平成10年）株式会社仙台シティエフエムに社名を変更。
- 1999年（平成11年）10月22日　出力を20Wに増力[6]。可聴エリアが広がった。
- 2005年（平成17年）4月　公式ウェブサイトのURLを「pressart.co.jp/radio3/」から「radio3.jp」に変更[7]。
- 2008年（平成20年）7月4日　サイマルラジオに加盟。
- 2025年（令和7年）3月31日 J-WAVE のサイマル放送を終了

## 主な番組

### メディアミックス
wacciのLIVE!LIVE!LIVE!wacciのレギュラー番組。毎週、メンバーの中から、交代制で2人でトークをする。ミュージックバードを通じて、全国のコミュニティFM局で放送されている。
トワイライトウェーブ「S-Style」（仙台都市圏のタウン情報誌）の内容に則して、イベント、シネマ、ショップなどの情報を放送している。毎週月曜日から木曜日の15:00 - 17:00に放送されている帯番組。現在は、終了している。
RADIO Kappo（レディオ・カッポ）雑誌「Kappo仙台闊歩」に則した内容。県域放送局のDate fm（FM仙台）と毎週土曜日18:00-18:30にサイマル放送。現在は、終了している。
Pick Up Sound（2007年7月現在休止中）「COLOR」（仙台都市圏のファッション誌）とのコラボレーション番組。毎週土曜日18:30-19:00に放送されている。ミヤギテレビ「COLOR TV」とも連動している。現在は、終了している。
菅原美話のmama*coco RADIO（2007年5月現在休止中）「mama*coco」（子育て応援マガジン）に則した内容。毎週金曜日 11:30 - 12:00に放送されている。東日本放送「突撃!ナマイキTV」の毎週水曜日のレギュラーコーナー「みわのMama Coco」とも連動。現在は、終了している。

### ネット放送
日本コミュニティ放送協会、東北コミュニティ放送協議会、宮城コミュニティ放送6局ネット、仙台コミュニティ放送ネットに加盟している。
- 東北6県21局ネット（→東北コミュニティ放送協議会参照）
  - 「ワンデイトリップ」：毎週金曜 10:00 - 10:10。
- 当局主幹で東北5県10局ネット
  - 「グレートコミュニケーションJAPAN」：みちのくプロレスの番組　現在は、終了している。
- 当局主幹で宮城県内5局ネット
  - Jリーグ・ベガルタ仙台の試合をホームと東北ダービー戦を中心に生中継している。
- 当局主幹でFMいずみにネット
  - 「マイ・タウン・レディオ」：毎週月 - 木 13:00 - 14:00の帯番組
- FMいずみ主幹で当局にネット
  - 「Lady, GO!」：FMいずみで毎週月 - 金 9:00 - 11:00に放送している帯番組。この番組の10:00 - 11:00の時間帯をネットしている。

### その他
- MORNING SHUFFLE（生放送） - （月曜 - 金曜 9:00 - 10:00）
- ラジオ3マイタウンRADIO（生放送）  - （月曜 - 金曜 15:00 - 17:00）
- ワシワシブラザーズのポップコーンレディオ（生放送） - （月曜 12:00 - 14:00）
- グッドライフみやぎ（県政番組） - （月曜 - 金曜 14:55 - 15:00）
- くろみのONE WORLD - （月曜 19:00 - 19:30）
- 伊東洋平のテリラジまんでい! - （月曜 23:30 - 24:00）
- ロジャー・遊花のあるあるあ～る（生放送） - （火曜 12:00 - 14:00）
- BUONA MUSICA! - （水曜 12:30 - 13:00、（再放送）水曜 18:00 - 18:30）
- ワッキー貝山のアイドルソングBANG! BANG! BANG!（生放送） - （水曜 13:00 - 14:00）
- Groovin' Wednesday（水曜 17:00 - 18:00）
- 川柳575便[9] - （木曜 12:00 - 13:00、（再放送）土曜 8:00 - 9:00）
- ロジャーなべくら大鍋ラジオ（木曜 13:00 - 14:00）
- ちゃんもつの耳（生放送） - （木曜 18:30 - 19:00）
- 海外を旅する気分～マナーはいかが?～ ミナ先生の「やってミナ!」（金曜 12:00 - 12:30）
- クロネェとしょんつぁんの、いぎあだりばっちりラジオ（金曜 14:00 - 14:15）
- ともかずのハッピーアワーⅡ（金曜 18:00 - 19:00）
- 一年生ラジオ（金曜 19:00 - 20:00）
- OTO Radio（金曜 21:30 - 22:00）
- 仙台・宮城「みんなの声」（土曜 9:30 - 10:00）
- ラヂオはいらいん若林（土曜　10:00 - 10:30）
- 春風亭与いちの目指せ大看板!（日曜 10:00 - 10:30）

### 特別番組
勾当台公園などで行われる都市イベントを放送する特別番組。
- 生中継して放送
  - とっておきの音楽祭
  - 定禅寺ストリートジャズフェスティバル（ラジオ3 Street Jazz World）
- 後日、録音を放送
  - 仙台ゴスペル・フェスティバル

## イベント
せんだいタウン情報 S-styleとラジオ3の共催という形で、勾当台公園・円形広場で開催される。ラジオ3の公開録音やライブが行われ、屋台も出る。
- 「七夕ヴィレッジ」（仙台七夕期間中3日間）
  - 名称は2002年（平成14年）が「せんだいタウン情報 & ラジオ3 七夕夏祭り」。2003年（平成15年）より「せんだいタウン情報 & ラジオ3 七夕ヴィレッジ」。創刊30周年を機にした誌名変更[10]に伴い、2005年（平成17年）より「せんだいタウン情報 S-style & ラジオ3 七夕ヴィレッジ」。
- 「クリスマスヴィレッジ」（SENDAI光のページェント期間中のクリスマス時）